# Beniamino De Francesco
Pour les articles homonymes, voir Francesco.
Beniamino de Francesco, né le 2 octobre 1807 à Barletta et mort le 22 juillet 1869 à Dinard, est un peintre paysagiste italien de l'École du Pausilippe qui fit carrière en France à partir de 1843.

## Biographie

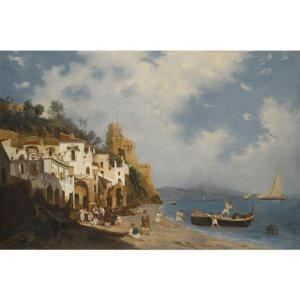
Vue de Cetara sur la côte amalfitaine (1835), coll. part.

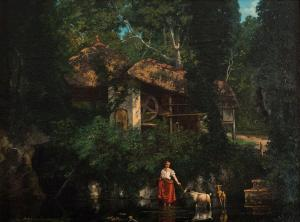
Moulin dans un bois avec une jeune fille, collection particulière.

Il s'installe très tôt à Naples où il s'inscrit en 1832 à l'Académie des beaux-arts. Il y remporte cinq fois le premier prix du paysage et expose aux beaux-arts dans les murs du Museo Borbonico en 1833, 1835 et 1837 comme élève de l'institut. Après avoir été formé par Anton Sminck van Pitloo, il commence sa carrière à Naples, puis déménage à Florence en 1838-1839. Il part pour Paris en 1843, avant de s'établir définitivement en Bretagne.
Il participe dès lors à divers salons et expositions dont l'Exposition universelle de Paris de 1855 (où il présente deux vues de Bretagne), à l'exposition d'Italie de 1861 et plusieurs au Museo Borbonico de Naples.